# Bogdana Carpenter
Bogdana Maria-Magdalena Carpenter z d. Chętkowska (ur. 2 czerwca 1941, Częstochowa) – amerykańska emerytowana profesor Uniwersytetu Michigan. Krytyczka literacka, tłumaczka, autorka polskiego pochodzenia.

## Życiorys
W 1963 ukończyła studia na Uniwersytecie Warszawskim (Wydział Romanistyki), a w 1974 Uniwersytet Kalifornijski w Berkeley, gdzie obroniła pracę doktorską na wydziale literatury porównawczej.
Jej obowiązki dydaktyczne dzieliła między dwa kierunki: slawistykę i komparatystykę literacką. Prowadziła zajęcia z zakresu literatury porównawczej (Teatr władzy i władza teatru), historii dramatu – od tragedii do farsy, historii polskiej literatury (od Bogurodzicy do pisarzy współczesnych), a także kurs „miasto w literaturze i filmie”. Zajmowała się warsztatami translatorskimi.
1999 r. została uhonorowana Złotym Krzyżem Zasługi. W latach późniejszych była członkinią Polskiej Akademii Nauk (członek zagraniczny).
Interesuje się literaturą, językami słowiańskimi oraz komparatystyką. Zna język polski, angielski, włoski, rosyjski.

## Publikacje
Tłumaczenia
- Z. Herbert, 1993, Mr. Cogito. Translated from the Polish By John Carpenter and Bogdana Carpenter [Modern European Poets Series].

Książki
- B. Carpenter, 1983, The Poetic Avant-Garde in Poland 1918–1939, University of Washington Press.
- Monumenta Polonica, The First Four Centuries of Polish Poetry: A Bilingual Anthology. Ed. Bogdana Carpenter. Ann Arbor: Michigan Slavic Publications, 1989.
- Report from the Besieged City and Other Poems. Translated with an Introduction and Notes By John Carpenter and Bogdana Carpenter[2].